# Nacimiento (Chile)
Nacimiento é uma comuna da província de Biobío, localizada na Região de Biobío, Chile. Possui uma área de 934,9 km² e uma população de 25.971 habitantes (2002).
A comuna limita-se: a noroeste com Curanilahue e Santa Juana; a leste com Laja, Los Ángeles e Negrete; a sul com Angol, na Região da Araucanía.